# Ismaël Traoré
Ismaël Abdul Rahman Roch Traoré (París, Francia, 18 de agosto de 1986), más conocido como Ismaël Traoré, es un futbolista costamarfileño que juega de defensa y se encuentra sin equipo tras abandonar el F. C. Metz.

## Selección nacional
Es internacional con la selección de fútbol de Costa de Marfil desde el 14 de noviembre de 2012 en un amistoso frente a la selección de fútbol de Austria.
Participó en la Copa Africana de Naciones 2013 y en la Copa Africana de Naciones 2019.
Ha jugado un total de 18 partidos con su selección de momento.

## Clubes
| Club            | País    | Año       |
| --------------- | ------- | --------- |
| C. S. Sedan     | Francia | 2006-2012 |
| Stade Brestois  | Francia | 2012-2015 |
| Angers S. C. O. | Francia | 2015-2022 |
| F. C. Metz      | Francia | 2022-2025 |